# Sil Selmhorst
Sil Selmhorst is een personage uit de Nederlandse  soapseries Goede tijden, slechte tijden en Nieuwe Tijden.

## Algemeen

### Seizoen 14 t/m 20
Het personage Sil werd onscreen op 3 september 2003 geboren. Vanaf dat moment wordt Sil door verschillende baby's en later kinderen gespeeld. Vanaf november 2005 speelt Quinn van Beynum voor ruim een jaar, t/m december 2006, de rol van Sil. Jorrit Wegman neemt in diezelfde maand de rol nog over en blijft voor ruim een jaar in beeld. Vanaf 2008 is Sil opeens iets verouderd en wordt hij gespeeld door Kjeld Daan Visser. Visser blijft tot 22 september 2009 de rol spelen. Vanaf dan verblijft Sil een jaar lang offscreen.

### Recasting (seizoen 21 en verder)
Vanaf 27 september 2010 komt Sil opeens als 16-jarige in beeld gespeeld door Rik Witteveen. Witteveen werd rond datzelfde tijdstip toegelaten tot de toneelschool en besloot hiervoor te gaan. De rol van Sil werd daarom aangepast, waardoor Witteveen in januari 2011 de serie alweer verliet. In april datzelfde jaar was Witteveen voor nog twee afleveringen te zien. De rol werd lange tijd ongecast in de hoop dat Witteveen terug zou keren, nadat hij klaar zou zijn met zijn opleiding. Echter was dit niet het geval en op 2 mei 2016 maakte Soy Kroon zijn entree als Sil. Na de zomerstop kreeg Kroon een hoofdrol in de Goede tijden, slechte tijden-spin-off Nieuwe Tijden. Op 26 en 28 december van datzelfde jaar kwam Kroon even terug in Goede tijden, slechte tijden. Ook maakte Kroon een eenmalig gastoptreden als Sil in de aflevering van 5, 7, 8 juli en 6 september 2017. En kwam hij even langs in Meerdijk op 3 juli 2018.

## Verhaallijn

### Geschiedenis
Sil is de zoon van Robert Alberts en Laura Selmhorst. Voordat hij geboren werd, waren er al problemen. Zo is Sil uit een onenightstand voortgekomen en was Laura verloofd met Dennis Tuinman (die later haar zoon bleek te zijn). Na dit alles wilde Dennis even niets met Laura te maken hebben en sindsdien voedt Laura Sil in haar eentje op.
Robert weet inmiddels echter dat Sil zijn zoon is, maar was aanvankelijk nauwelijks bij de opvoeding betrokken. Door een en ander ging hij het anders zien, en vroeg Laura of hij bij de opvoeding betrokken mocht worden. Zij vond dit aanvankelijk belachelijk, maar nadat ze had gezien dat hij oprecht was, stemde ze toe en tot aan zijn vertrek naar Tokio speelde Robert een actieve rol in het leven van zijn zoon.
Sil krijgt een relatie met Rikki de Jong. Hier is Rik, Rikki's vader, het niet mee eens. Hierover hebben Rikki en haar vader geregeld ruzie. Als er een nieuwe man in Meerdijk verschijnt (Rutger Goedhart) wordt Laura verliefd op hem. Rutger maakt bekend dat hij investeert in een project ten goede van het milieu, genaamd EEPASA. Op de dag dat Laura en Rutger zouden trouwen, vertelt Rutger aan de investeerders dat de plek waar de bomen van EEPASA stonden, geteisterd is door noodweer. Hierdoor zijn de bomen vernietigd en is iedereen zijn geld kwijt. In werkelijkheid heeft Rutger het geld in eigen zak gestoken en wil hij vluchten.
Vervolgens wordt Rutger vermoord. Jack, die het onderzoek naar de moord leidt, weet niet wie de dader is, omdat in principe alle investeerders als verdachte kunnen worden gezien. Eerst worden zowel Laura als Sjoerd Bouwhuis als verdachte gearresteerd, maar dan lijkt het er op dat Sil Goedhart vermoord heeft. Uiteindelijk bekent Sil begin januari 2011 de moord op Rutger Goedhart. Hij had hem met een pook van de open haard doodgeslagen en deze pook later met zijn vriendin Rikki in de sloot gegooid. Inmiddels is bekend dat hij ondanks zijn minderjarigheid berecht zal worden via het volwassen strafrecht. Eind januari 2011 werd hij veroordeeld tot 4 jaar gevangenisstraf.
In april 2011 zien we Sil nog 2 afleveringen terug. In deze afleveringen hoort hij van Sjoerd dat Sjoerd en Rikki verliefd zijn. Daarna maakt hij het uit met Rikki.
Op 20 april 2016 verscheen hij in de GTST Meerdijk-app, waarin hij aan Aysen aangeeft dat hij over 3 weken vrij wordt gelaten uit de gevangenis. Sil keert terug naar Meerdijk en leert Amy Kortenaer kennen, de twee kunnen het goed met elkaar vinden en besluiten uiteindelijk samen te verhuizen naar een studentenhuis in Utrecht. Sindsdien is het personage vertrokken uit de serie en was hij te zien in de serie Nieuwe Tijden, die tevens door de makers van Goede tijden, slechte tijden werd gemaakt, totdat deze stopte op 31 augustus 2018.
Op 6 maart 2025 is Sil even in beeld met videobellen om zijn moeder (Laura) een fijne verjaardag te wensen. Sil woont tegenwoordig samen met Amy in Spanje.

### Relaties
- Rikki de Jong (relatie, 2010–11)
- Sam Dekker (zoen, 2016)
- Amy Kortenaer (relatie, 2017)
- Fien Poirier (relatie, 2017–18)
- Moon van Panhuys (one-night-stand, 2018)
- Amy Kortenaer (relatie, 2018–)